# 国際連合安全保障理事会決議236
国際連合安全保障理事会決議236（こくさいれんごうあんぜんほしょうりじかいけつぎ236、英: United Nations Security Council Resolution 236）は、1967年6月11日に国際連合安全保障理事会で採択された決議である。第三次中東戦争に関係する。
安保理は、ウ・タント国際連合事務総長の口頭報告を踏まえ、安保理決議234において要請された停戦に違反したことを非難し、事務総長に対して調査を継続してなるべく早く報告するように求め、停戦を要請することを確認した。
さらに、6月10日16時30分（GMT）以降に進軍した場合は停戦地点まで撤退するように求め、国際連合休戦監視機構参謀長や停戦監視員に全面的に協力するように要求した。
シリアの要請により会合が開かれ、全会一致で採択された。